# 旧石川組製糸西洋館

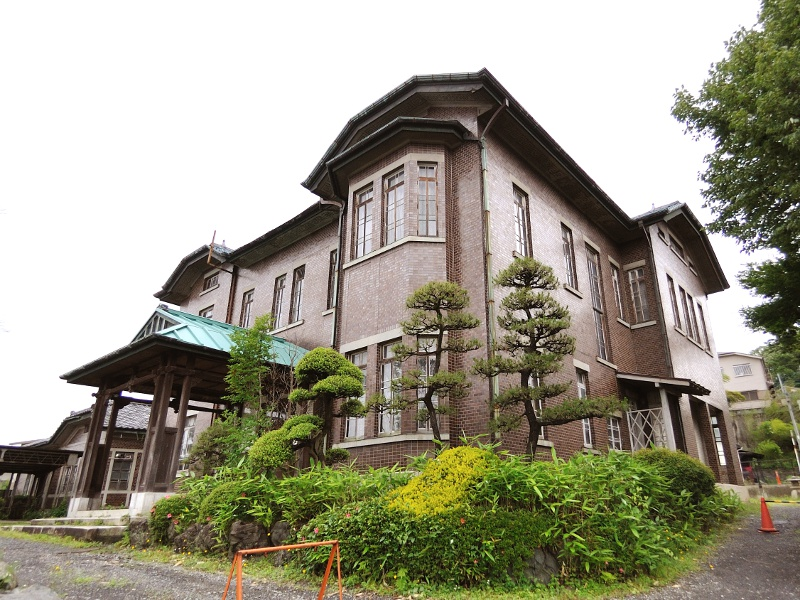
旧石川組製糸西洋館

旧石川組製糸西洋館（きゅういしかわぐみせいしせいようかん）は、埼玉県入間市にある西洋館。国の登録有形文化財。

## 概要
石川組製糸の創業者石川幾太郎が迎賓館として1921年に建設したものである。戦後、GHQに接収された際に改造された箇所もあるが、全体的に当時の様子をとどめている。旧石川組製糸西洋館本館と別館の2件が2001年（平成13年）11月20日に国の登録有形文化財となっており、2003年からは入間市の所有となっている。また、映画・テレビドラマ・テレビCM・ミュージックビデオ等のロケ地としても活用されている。（詳細後述）

## 石川組製糸
石川組製糸は、石川幾太郎によって1893年に創業されて以来、座繰製糸（手工業）による製糸業を行っていたが、翌1894年には蒸気力を用いた器械製糸へと転換していくと、日清戦争や日露戦争などの戦争特需も相まって瞬く間に成長していった。最盛期には、現在の入間市に3工場、狭山市、川越市、福島県、愛知県、三重県、福岡県などに工場を持ち、1922年度における生糸の出荷高では全国6位を記録している。また、海外拠点としてニューヨーク五番街にも事務所を設置していた。しかし、関東大震災による損失や昭和恐慌、化学繊維（レーヨンなど）の出現などによる生糸の需要の低下といった影響で経営不振に陥り、1937年に解散した。

## ロケ地として使用した作品

### ドラマ

#### テレビドラマ
- 古畑任三郎（第1シーズン第1回）（1994年4月13日、フジテレビ）
- TRICK2（2002年1月11日 - 3月22日、テレビ朝日）
- 土曜ワイド劇場「家政婦は見た!」（第20作）（2002年3月9日、テレビ朝日）
- 金曜ナイトドラマ「帰ってきた時効警察」（2007年4月13日 - 6月8日、テレビ朝日）
- ライアーゲーム（2007年4月14日 - 6月23日、フジテレビ）
- RHプラス（2008年1月2日 - 3月26日、TOKYO MX）
- 男装の麗人〜川島芳子の生涯〜（2008年12月6日、テレビ朝日）
- ドラマ8「Q.E.D. 証明終了」（2009年1月8日 - 3月12日、NHK）
- 名探偵の掟（2009年4月17日 - 6月19日、テレビ朝日）
- 魔女裁判（2009年4月25日 - 7月11日、フジテレビ）
- 謎解きはディナーのあとで（2011年10月18日 - 12月20日、フジテレビ）
- たぶらかし-代行女優業・マキ-（2012年4月5日 - 6月28日、読売テレビ）
- 土曜ワイド劇場「ミステリー作家六波羅一輝の推理2 京都・陰陽師の殺人」（2012年4月21日、朝日放送）
- 放課後はミステリーとともに（2012年4月23日 - 6月25日、TBS）
- 遺留捜査シリーズ
  - 遺留捜査3（2013年4月17日 - 6月12日、テレビ朝日）
  - 遺留捜査スペシャル4（2015年、テレビ朝日）
- 赤と黒のゲキジョー「瀬在丸紅子の事件簿」（2015年2月6日、フジテレビ）
- FLASHBACK（2014年、フジテレビNEXT）
- 玉音放送を作った男たち（2015年8月1日、NHK BSプレミアム）
- 日本のヴァイオリン王〜名古屋が生んだ世界のマエストロ 鈴木政吉物語〜（2016年2月14日、東海テレビ）
- グ・ラ・メ!〜総理の料理番〜（2016年7月22日 - 9月9日、テレビ朝日）
- 刑事7人（シーズン2）（第8話）（2016年9月7日、テレビ朝日）
- シリーズ・横溝正史短編集（2016年11月24日 - 2016年11月26日、NHK BSプレミアム）
- シリーズ・江戸川乱歩短編集（2016年1月11日 - 2018年12月30日、NHK BSプレミアム）
- インベスターZ（2018年7月13日 - 9月29日、テレビ東京）
- 探偵が早すぎる（2018年7月19日 - 9月20日、日本テレビ）
- 賭ケグルイ season2（2019年4月1日 - 4月29日、毎日放送）
- ドクター・ホワイト (第10話)  (2022年3月21日、関西テレビ放送)
- 白暮のクロニクル（2024年3月1日-、WOWOW）
- イップス（第3話）（2024年4月26日、フジテレビ）

#### 特撮
- 仮面ライダー龍騎（2002年2月3日 - 2003年1月19日、テレビ朝日）
- 牙狼-GARO-（2005年10月7日 - 2006年3月31日、テレビ東京）
- トミカヒーロー レスキューフォース（2008年4月5日 - 2009年3月28日、テレビ東京）
- 戦国★男士（2011年10月1日 - 2012年3月24日、テレビ神奈川）
- 仮面ライダージオウ（2018年9月2日 - 2019年8月25日、テレビ朝日）
- 暴太郎戦隊ドンブラザーズ（2022年3月6日 - 2023年2月26日、テレビ朝日）
- 暴太郎戦隊ドンブラザーズVSゼンカイジャー（2023年9月27日、東映ビデオ）

### 映画
- 稲村ジェーン（1990年9月8日公開）
- スターフィッシュホテル（2006年3月25日公開）
- 愛と誠（2012年6月16日公開）
- gift（2014年6月14日公開）
- フローレンスは眠る（2016年3月5日公開）
- 帝一の國（2017年4月29日公開）
- ラストレシピ〜麒麟の舌の記憶〜（2017年11月3日公開）
- 悪と仮面のルール（2018年1月13日公開）
- うちの執事が言うことには（2019年5月17日公開）
- 東京喰種 トーキョーグール【S】（2019年7月19日公開）
- 蜃気楼（自主映画）（監督:山岸信行[5]）
- ラーゲリより愛を込めて（2022年12月9日公開）

### テレビ番組
- ファミリーヒストリーシリーズ
  - 髙田万由子（再現ドラマ）（2016年9月29日、NHK総合）
- アートエンターテインメント 迷宮美術館（再現ドラマ）（NHK、テレコムスタッフ）
- バラエティーニュース キミハ・ブレイク（再現ドラマ）（TBS）
- 非破壊検査PRESENTS　復興せよ！後藤新平と大震災2400日の戦い（再現ドラマ）（2012年1月22日、読売テレビ）
- 中谷美紀 日本ノ宝、見ツケマシタ（再現ドラマ）（2012年11月3日、11月10日、NHK BSプレミアム）
- NHKスペシャル「緒方貞子 戦争が終わらない この世界で」（再現ドラマ）（2013年8月17日、NHK）
- 北里研究所創立100周年・北里大学創立50周年 記念特番（再現ドラマ）
- ビットワールド（NHK）
- 生きるを伝える（オープニング映像）（2009年4月4日 - 、テレビ東京）
- 戦火のマエストロ・近衛秀麿〜ユダヤ人演奏家の命を救った男（再現ドラマ）（2015年8月8日、NHK BS1）
- にっぽん!歴史鑑定（再現ドラマ）(2015年4月6日 - 、BS-TBS）
- あらすじで楽しむ世界名作劇場（再現ドラマ）（2007年6月9日 - 2008年4月2日、日本テレビ系列）
- コズミックフロント（番組内ドラマ）（2011年4月3日 -2015年3月27日、NHK BSプレミアム）

### 音楽
- 「DARLIN' 」（1990年） - D'ERLANGER
- 悪の華 ツアーパンフレット（1990年） - BUCK-TICK
- 「Lies and Truth」（1996年） - L'Arc〜en〜Ciel
- 「-I'll- 」（1998年） - Dir en grey
- 「君のためにできること」（2001年） - GACKT
- 「宇宙に咲く」（2007年） - コミネリサ
- 「愛が哀しいから」（2008年） -  徳永英明
- 「moonless night（月無夜）」（2011年） - UNDER FOREST
- 「それでは、また明日」（2012年） - ASIAN KUNG-FU GENERATION
- 「from mouth」（2014年） - amber gris
- 「黄昏昭和の駅前で」（2018年） - 亜沙
- 「真夏の夜の匂いがする」（2019年） - あいみょん
- 「飛行機雲ができる理由」（2022年） - 日向坂46

### CM
- 湖池屋 スコーン
- ロッテ のど飴
- オンワード組曲（出演:石原さとみ）
- 東京ガス ガスパッチョ（床暖房編）（出演:竹野内豊）
- ライオン ソフラン アロマリッチ（出演:栗山千明）
- アサヒ飲料 WONDA（出演:織田裕二）
- マルハニチロ 冷凍食品

### その他
- スチール撮影「MISS」
- アドベンチャーゲーム「オトメ＊ドメイン」